# Hawkei (бронеавтомобиль)
Hawkei — австралийский легкий полноприводный бронеавтомобиль. Первоначально разработанный в 2010 году для удовлетворения требований Сил обороны Австралии в легкой бронированной патрульной машине и для замены некоторых вариантов Land Rover Perentie. Hawkei — это высокомобильная, хорошо защищенная 7-тонная машина со встроенными системами, позволяющими использовать её в качестве боевой платформы. Предназначен для выполнения ряда задач, включая передвижение войск, командование и управление, радиоэлектронную борьбу, связь, наблюдение и разведку. В число генеральных подрядчиков входят: Thales Australia, Boeing Australia, Plasan (Израиль) и PAC Group. В октябре 2015 года правительство Австралии объявило о покупке 1100 автомобилей Hawkei у Thales Australia.

## Варианты
Во всех вариантах бронемашины используется одна и та же четырёхколесная платформа.

### 4-х дверная версия
Использует двойную кабину с экипажем от четырёх до шести человек. Может использовать боевой модуль с 12,7-мм пулемётом или 40-мм гранатомётом.

### 2-х дверная версия

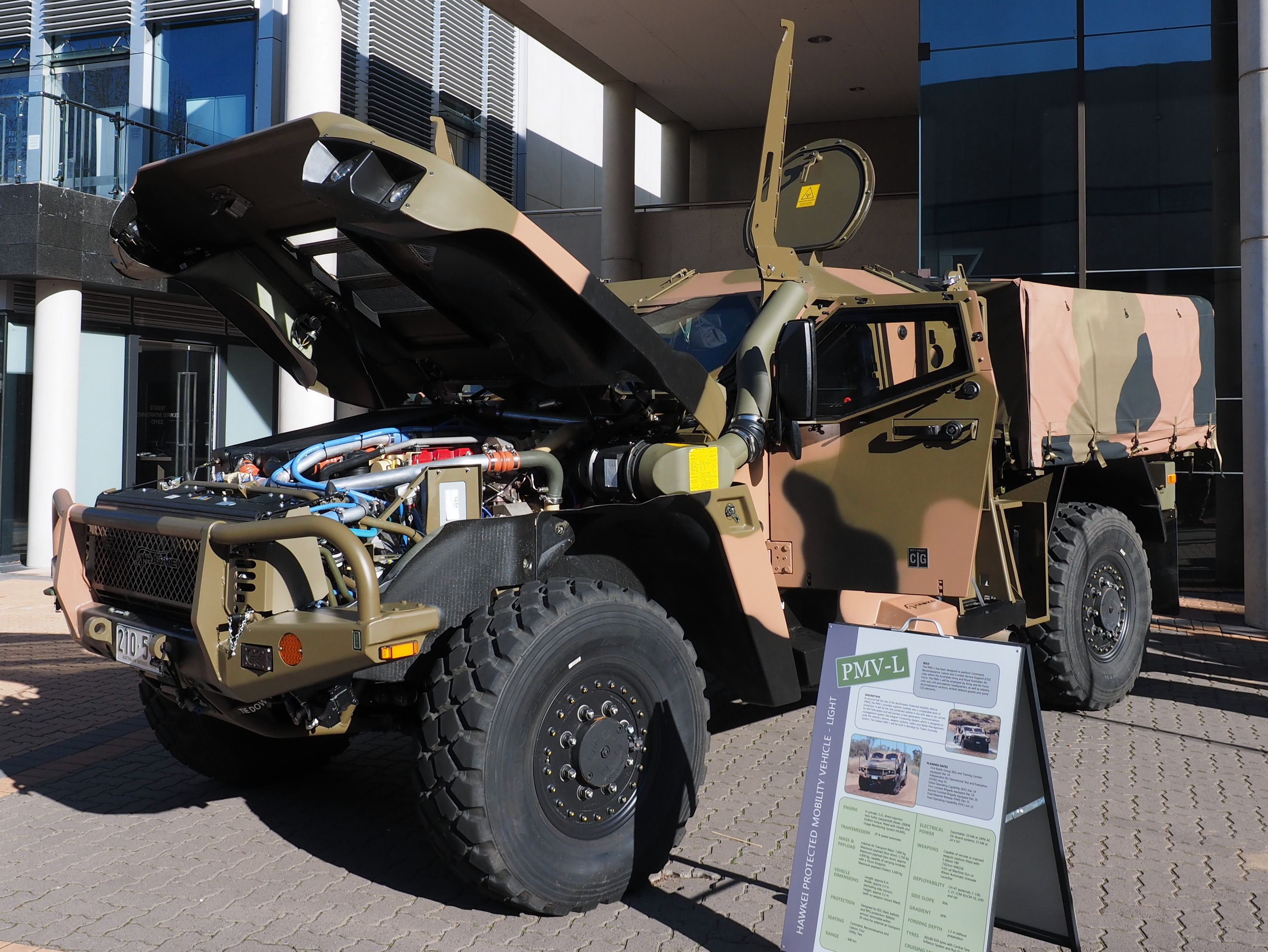
Грузовой Hawkei вариант

Использует одноместную удлиненную кабину. Машина укомплектована экипажем из 2-3 человек и имеет снаряженную массу в 6,8 тонн с номинальной грузоподъемностью в 3 тонны. Грузовая платформа предназначена для размещения четырёх военных поддонов размером 1000 мм × 1200 мм стандарта НАТО или одного контейнера.

### Пограничная машина
Использует двойную кабину с экипажем от четырёх до шести человек, различные варианты оборудования, включая радар, системы наблюдения и связи.

## Этимология
Hawkei назван в честь Acanthophis hawkei, вида смертельной змеи, которая в свою очередь, была названа в честь бывшего премьер-министра Австралии Боба Хоука .

## Операторы
- Австралия — Сухопутные войска: 260 бронемашин Hawkei по состоянию на Июнь 2021 года (заказано 1.100 машин).[11]